# Acanthoscelides sexnotatus
Acanthoscelides sexnotatus là một loài bọ cánh cứng trong họ Bruchidae. Loài này được Steinheil miêu tả khoa học năm 1874.